# Hangács
Hangács é um município da Hungria, situado no condado de Borsod-Abaúj-Zemplén. Tem 22,53 km² de área e sua população em 2015 foi estimada em 581 habitantes.